# يوكي إكييا
يوكي إكييا (باليابانية: 池谷 友喜) (مواليد 27 يونيو 1995) هو لاعب كرة قدم ياباني.

## وصلات خارجية
- يوكي إكييا على موقع رابطة كرة القدم اليابانية للمحترفين (اليابانية)
- يوكي إكييا على موقع قاعدة بيانات كرة القدم.إي يو (الإنجليزية)
- يوكي إكييا على موقع Soccerway.com (الإنجليزية)
- يوكي إكييا على موقع عالم كرة القدم.نت (الإنجليزية)